# Krzykówice
Krzykowice [pronunciación en polaco: /kʂɨkɔˈvit͡sɛ/] es un pueblo ubicado en el distrito administrativo de Gmina Wolbórz, dentro del condado de Piotrków, Voivodato de Łódź, en el centro de Polonia. Se encuentra a unos 3 kilómetros al noreste de Wolbórz, a 19 kilómetros al noreste de Piotrków Trybunalski, y a 41 kilómetros al sureste de la capital regional Łódź.